# سونيل باتا
سونيل باتا (بالإنجليزية: Sunil Batta)‏ هو مخرج هندي، ولد في 12 يونيو 1961 في لكهنؤ في الهند.